# 苇子沟乡
苇子沟乡，是中华人民共和国河北省承德市宽城满族自治县下辖的一个乡镇级行政单位。

## 行政区划
苇子沟乡下辖以下地区：
北苇子沟村、三旗杆村、南苇子沟村、蔡家沟村、穆杖子村、大彭杖子村、小彭杖子村和杨家沟村。